# Río Bensafrim
El río Bensafrim (en portugués, ribeira de Bensafrim), antiguamente llamado río Molião, es un río del suroeste de la península ibérica que transcurre íntegramente por el Algarve (Portugal).

## Curso
El Bensafrim tiene su nacimiento en la sierra de Espinhaço de Cão y desemboca en el océano Atlántico, pasando por la antigua parroquia de Bensafrim.

## Historia
El río Bensafrim está íntimamente ligado a la historia de la ciudad de Lagos, que tuvo sus orígenes en un pueblo fortificado del Monte Molião, una colina en la margen izquierda del río. En ese momento, el Bensafrim sería mucho más grande, formando un amplio estuario, lo que facilitó la explotación de los recursos marítimos y fluviales, incluyendo una rica cría de bivalvos, para complementar la alimentación de los habitantes.
El núcleo urbano fue trasladado progresivamente a la otra orilla del río, en la ubicación de la moderna ciudad de Lagos, lo que provocó el abandono de la comunidad de Monte Molião.
Uno de los principales monumentos del río Bensafrim es el puente de Dona Maria, posiblemente de construcción romana.